# Stankovce
Pour l’article homonyme, voir Stankovce (Glogovac).
Stankovce est un village de Slovaquie situé dans la région de Košice.

## Histoire
Première mention écrite du village en 1335.

## Démographie

### Évolution de la population
| Année:               | 1994. | 2004.   | 2014.    | 2024.    |
| -------------------- | ----- | ------- | -------- | -------- |
| Nombre de personnes: | 177   | 189     | 164      | 136      |
| Différence:          |       | +6,77 % | -13,22 % | -17,07 % |

| Année:               | 2023. | 2024.   |
| -------------------- | ----- | ------- |
| Nombre de personnes: | 138   | 136     |
| Différence:          |       | -1,44 % |